# KV3
A KV3, no Vale dos Reis em Egito, é a tumba de um filho não identificado de Ramessés III da vigésima dinastia e esta localizada no caminho principal, próxima a entrada do Vale. Esta é uma das tumbas mais pobremente decoradas do Vale e algumas decorações foram perdidas, a decoração principal consiste em uma imagem de Ramessés III seguido pelo príncipe e vários deuses. Tijolos e restos de colunas indicam que a tumba foi usada como uma capela cristã durante o período do Império Bizantino.